# Selección de fútbol sub-17 de Uzbekistán
La selección de fútbol sub-17 de Uzbekistán, conocida también como la selección infantil de fútbol de Uzbekistán, es el equipo que representa al país en la Copa Mundial de Fútbol Sub-17 y en el Campeonato Sub-16 de la AFC, y es controlada por la Federación de Fútbol de Uzbekistán

## Palmarés
- Campeonato Sub-16 de la AFC: 1
  -  Campeón: 2012, 2025
  -  Subcampeón: 2010

## Estadísticas

### Campeonato de la AFC U-16
| Año  | Resultado        | J            | G            | E            | P            | GF           | GC           |
| ---- | ---------------- | ------------ | ------------ | ------------ | ------------ | ------------ | ------------ |
| 1992 | No participó     | No participó | No participó | No participó | No participó | No participó | No participó |
| 1994 | Fase de grupos   | 4            | 0            | 0            | 4            | 3            | 31           |
| 1996 | Fase de grupos   | 4            | 0            | 1            | 3            | 2            | 12           |
| 1998 | No clasificó     | No clasificó | No clasificó | No clasificó | No clasificó | No clasificó | No clasificó |
| 2000 | No clasificó     | No clasificó | No clasificó | No clasificó | No clasificó | No clasificó | No clasificó |
| 2002 | 4.º lugar        | 6            | 3            | 2            | 2            | 7            | 7            |
| 2004 | Fase de grupos   | 3            | 0            | 1            | 2            | 4            | 7            |
| 2006 | No clasificó     | No clasificó | No clasificó | No clasificó | No clasificó | No clasificó | No clasificó |
| 2008 | Cuartos de final | 4            | 2            | 0            | 2            | 10           | 5            |
| 2010 | Subcampeón       | 6            | 4            | 1            | 1            | 15           | 5            |
| 2012 | Campeón          | 6            | 4            | 1            | 1            | 9            | 8            |
| 2014 | Cuartos de final | 4            | 2            | 1            | 1            | 10           | 10           |
| 2016 | Cuartos de final | 4            | 3            | 0            | 1            | 9            | 6            |
| 2018 | No clasificó     | No clasificó | No clasificó | No clasificó | No clasificó | No clasificó | No clasificó |
| 2023 | Semifinal        | 5            | 3            | 1            | 1            | 5            | 2            |
| 2025 | Campeón          | 6            | 6            | 0            | 0            | 17           | 3            |